# Marvin Herzog
Marvin (Mikhl) I. Herzog (* 13. September 1927 in Toronto, Kanada; † 28. Juni 2013) war Professor für Allgemeine Linguistik und Atran Professor für jiddische Sprache und Kultur an der Columbia University, New York. Er war langjähriger Direktor des Archivs der Sprache und Kultur des aschkenasischen Judentums (Language and Culture Archive of Ashkenazic Jewry) (LCAAJ) der Columbia-Universität und Hauptherausgeber des Jiddischen Sprach- und Kulturatlas (The Language and Culture Atlas of Ashkenazic Jewry).
Die Arbeiten Herzogs und seines Lehrers Uriel Weinreich gehören zu den Pionierarbeiten auf dem Gebiet der Soziolinguistik und begründeten die Fokussierung der jiddischen Dialektologie auf die Beziehung zwischen sprachlichen und kulturellen Phänomenen. Darüber hinaus leistete Herzog entscheidende Beiträge für die Sprachkontaktforschung.

## Die Südwest-Nordost-Diskontinuität im osteuropäischen Judentum
In seiner 1965 veröffentlichten Dissertation The Yiddish Language in Northern Poland; its Geography and History („Die jiddische Sprache im Norden Polens“), weist Herzog eine Diskontinuität in Sprache und Kultur des osteuropäischen Judentums nach, die er die Major SW/NE Discontinuity („Haupt-SW/NO-Diskontinuität“) nennt: Eine Vielzahl linguistischer Phänomene (Lautverschiebungen, Mono- und Diphthongierung von Vokalen, lexikalische Unterschiede) weisen eine kongruente Grenzlinie mit nichtsprachlichen Phänomenen, wie der Zubereitung von gefilte Fisch (süß/herzhaft), von Farfel (gehackt/geschnitten) oder der Zugehörigkeit oder Nichtzugehörigkeit zu einer chassidischen Gruppe, auf. In der Kongruenz von Isoglossen und kulturellen Unterschieden zwischen dem Nordosten und dem Südwesten des ostjüdischen Siedlungsgebietes offenbare sich eine tiefliegende, aus unterschiedlichen Siedlungsbewegungen stammende Bruchlinie innerhalb des oft zu Unrecht als homogen wahrgenommenen osteuropäischen Judentums, die die Grenzen der Ausbreitung kultureller, sprachlicher und religiöser Neuerungen, wie etwa die des Chassidismus, determiniere. Elemente wie die Zubereitung von gefilte Fisch oder Farfel „seien, da ideologisch neutral, wohl kaum je Gegenstand einer Gegenoffensive der Rabbiner gewesen. Und doch scheinen sie zu zeigen, dass die sich von Südwesten nach Nordosten ausbreitenden Innovationen auf der gleichen Linie zum Stillstand gekommen sind wie die ideologisch geprägte Neuerung des Chassidismus. Es gibt deshalb Grund zu der Schlussfolgerung, dass die Zurückweisung des Chassidismus nordöstlich der Grenzlinie [in Litauen, jiddisch „Lite“] weniger durch die zielgerichtete Intervention der Rabbiner bedingt war, als vielmehr durch die starke intuitive Abwehrreaktion der „Litvakim“ [litauischen Juden] gegen das den Zaddikim zugeschriebene Charisma und gegen die Emotionalität der chassidischen religiösen Praxis.“

## Archiv und Atlas der Sprache und Literatur des aschkenasischen Judentums
Nach dem frühen Tod Uriel Weinreichs im Jahre 1967 übernahm Herzog die Leitung des Archivs der Sprache und Kultur des aschkenasischen Judentums, einer wichtigen Ressource für die Erforschung des Jiddischen und der Kultur des aschkenasischen Judentums, das aus 5755 Stunden Tonbandaufzeichnungen von Interviews mit Jiddisch sprechenden Informanten besteht, die im Elsass, in Israel, Kanada, Mexiko und den USA zwischen 1959 und 1972 aufgezeichnet wurden, sowie ca. 100.000 Seiten Niederschriften.
Das Ziel der Forschungsvorhaben war von Anbeginn, in einem mehrbändigen Sprach- und Kulturatlas anhand von Karten, die auf dem Material des Archives gründen, die Verteilung von Sprach- und Kulturvarianten darzustellen, die die jüdischen Gemeinschaften Zentral- und Osteuropas vor dem Zweiten Weltkrieg charakterisierten. Unter Herzog als Hauptherausgeber dieses auf elf Bände geplanten Sprachatlas sind ab 1992 die ersten drei Bände erschienen.

## Schriften
- Marvin I. Herzog: Channels of systematic extinction in Yiddish dialects. in: Max Weinreich (Hrsg.): Studies in Jewish Languages, Literature and Society. S. 93–107, 1964.
- Marvin Herzog: The Yiddish Language in Northern Poland. Its geography and history. Indiana Univ./Mouton, 1965.
- Uriel Weinreich, William Labov, Marvin I. Herzog: Empirical foundations for a theory of language change. In: Wilfried P. Lehmann, Yakov Malkiel (Hrsg.): Directions for Historical Linguistics. Austin 1968, S. 95–195.
- Marvin I. Herzog: Yiddish in the Ukraine: Isoglosses and historical interferences. In: Marvin I. Herzog, Wita Ravid, Uriel Weinreich (Hrsg.): The field of Yiddish: studies in language, folklore, and literature. 3. Ausgabe, Bloomington/Den Haag 1969.
- Marvin I. Herzog u. a. (Hrsg.): The field of Yiddish: studies in language, folklore, and literature. 4. Ausgabe, Philadelphia 1980.
- Marvin I. Herzog u. a. (Hrsg.): The Language and Culture Atlas of Ashkenazic Jewry. 3 Bände, Max Niemeyer Verlag, Tübingen 1992–2000, ISBN 3-484-73013-7.